# Moacyr Vaz de Andrade
Moacyr Vaz de Andrade (Rio de Janeiro, 22 de março de 1920 – 2001) foi um micologista, pesquisador e professor universitário brasileiro. 
Professor da Universidade Federal do Rio de Janeiro (UFRJ) e da Fiocruz, foi um dos dez cientistas cassados no Massacre de Manguinhos, em 1970. Foi ainda membro da Sociedade Brasileira para o Progresso da Ciência (SBPC), da Associação Brasileira de Química e das Sociedades de Micopatologia Médica e Veterinária e de Biologia do Rio de Janeiro.

## Biografia
Moacyr nasceu na então capital federal, em 1920. Era filho de Armando Franco de Andrade, bancário, e de Juracy Vaz de Andrade, dona de casa. Fez o então primário em casa porque a escola pública ficava muito longe de sua casa e não havia escolas particulares por perto. Nascido no Méier, num lugar chamado de Boca do Mato, o bairro era o fim da linha do bonde de Lins de Vasconcelos.
Seu pai trabalhava no centro do Rio de Janeiro, no Banco de Londres e foi fundador do Sindicato dos Bancários e do Instituto dos Bancários. Sofreu muito por isso, já que passava por promoções dentro do banco, mas não tinha aumento de salário. Assim que pode ir à escola, quando a família morava na Tijuca, Moacyr estudou no Colégio Batista. Depois, estudou no Colégio Universitário, que pertencia à Universidade do Brasil, a atual Universidade Federal do Rio de Janeiro (UFRJ). Desde pequeno, desenvolveu o gosto pela leitura devido à biblioteca que seu avô, filho de portugueses, mantinha em casa.
No Colégio Universitário, chegou a cursar o preparatório para medicina, mas decidiu fazer química. Na época, os alunos eram examinados também em provas orais. Moacyr foi entrevistado por Carlos Chagas Filho, professor da Faculdade de Medicina, que o reprovou na prova de física. Moacyr estivera muito doente na época, o que o fez perder muitas aulas.
Logo em seguida, a Universidade do Distrito Federal abriu o vestibular. Uma prima sua, que estudara na primeira turma de química da universidade, o motivou a prestar o exame. Moacyr passou em segundo lugar no curso de química, terminando o curso na Faculdade Nacional de Filosofia depois que o Golpe de Estado no Brasil em 1937 mudou o nome da instituição.

## Carreira
Licenciado e bacharel em química pela Faculdade Nacional de Filosofia da Universidade do Brasil, atual Universidade Federal do Rio de Janeiro (UFRJ), Moacyr se doutorou pela mesma instituição em 1951. Aluno do Curso de Aplicação do Instituto Oswaldo Cruz (IOC), foi contratado ainda em 1943, ao ser aprovado em concurso para o cargo de químico analista.
Em Manguinhos, no campus da Fiocruz, Moacyr foi professor e pesquisador da seção de micologia, onde se dedicou a investigações em química e terapêutica de fungos. Foi representante do instituto na Comissão de Biofarmácia do Serviço Nacional de Fiscalização de Medicina e Farmácia do Ministério da Saúde. Foi professor que química em diversas escolas de ensino médio do Rio de Janeiro, tendo também lecionado no curso de pós-graduação da Faculdade Nacional de Farmácia da Universidade do Brasil (hoje a UFRJ).
Em 1970, vinha desenvolvendo pesquisas sobre a atividade anti-tumor de substâncias produzidas por fungos. Em 1º de abril daquele ano, Moacyr teve seus direitos políticos cassados e ele foi aposentado compulsoriamente pelo Ato Institucional n.º 5 (AI-5). Devido a isso, foi obrigado a interromper suas pesquisas, ficando praticamente desempregado durante dois anos e meio.
Em 1973, começou a trabalhar para a iniciativa privada, chefiando o controle de qualidade de produtos farmacêuticos, alimentícios e dietéticos. Em 1986, foi reintegrado ao quadro de pesquisadores da Fundação Oswaldo Cruz (FIOCRUZ), voltando a trabalhar no Departamento de Micologia, do qual se afastou em 1997 por problemas de saúde.

## Morte
Moacyr morreu em 2001, na cidade do Rio de Janeiro.